# Obras Póstumas
Obras Póstumas (em francês "Œuvres Posthumes") é um livro espírita francês. Trata-se de uma compilação de escritos do Codificador da Doutrina Espírita, Allan Kardec, lançada postumamente em Paris, em janeiro de 1890, pelos dirigentes da Sociedade Parisiense de Estudos Espíritas.

## Conteúdo
A obra começa com uma biografia de Kardec publicada originalmente na "Revue Spirite", em maio de 1869, e continua com uma transcrição do discurso proferido pelo astrônomo Camille Flammarion no sepultamento de Allan Kardec.
Depois, a obra se divide em duas partes grandes e heterogêneas. A primeira parte contém diversos artigos escritos por Kardec que não haviam sido publicados, fosse por falta de tempo hábil, fosse por não representarem mais, com o passar dos anos, uma expressão fiel de seu pensamento. A segunda parte apresenta várias comunicações mediúnicas ocorridas em reuniões em que Kardec tomou parte.
O conteúdo geral da obra esclarece variados temas de ordem filosófica, moral e religiosa sob o ponto de vista de Kardec. Alguns assuntos abordados são a música celeste, a natureza de Cristo, o conhecimento do futuro, as manifestações dos Espíritos, fotografia e telegrafia do pensamento.

## Nota Explicativa nas edições brasileiras
Em 6 de novembro de 2007, o Ministério Público Federal celebrou um termo de compromisso com a Federação Espírita Brasileira, a Federação Espírita do Estado de São Paulo e seis editoras, em que elas se comprometiam a inserir uma Nota Explicativa ao final dos livros "nos quais se pode vislumbrar eventual conteúdo discriminatório ou preconceituoso", o que inclui o livro Obras Póstumas. O termo trazia ainda uma relação dos trechos das obras que deveriam vir acompanhados de uma nota de rodapé, remetendo o leitor para a Nota Explicativa.
Em 25 de abril de 2011, o juiz federal Marcelo Freiberger Zandavali negou um pedido de liminar para recolher exemplares do livro "Obras Póstumas de Allan Kardec", editado pelo Instituto de Difusão Espírita. A ação popular havia sido ajuizada por Pedro Valentim Benedito, alegando conteúdo racista; no entanto, Zandavali destacou que a obra reflete pensamentos do século XIX, mas não promove discriminação racial. Segundo o juiz, a presença da Nota Explicativa no final do livro evidenciava o compromisso do Instituto com o "mais absoluto respeito à diversidade humana, sem preconceito de nenhuma espécie."